# الشرطة القضائية في القانون الفرنسي

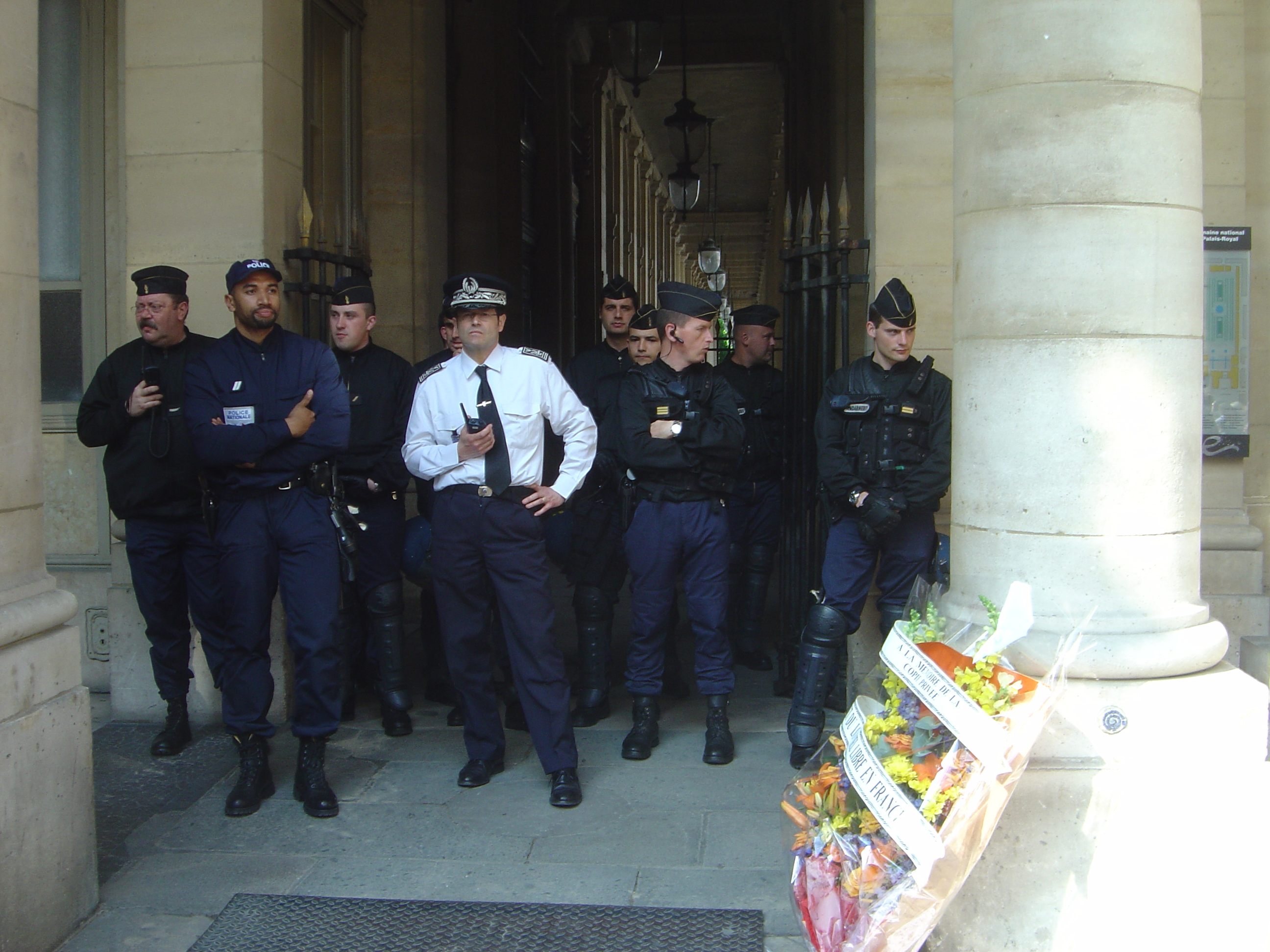

في فرنسا، الشرطة القضائية قد عرفت في المادة 14 من قانون الإجراءات الجنائية : «إنها هي المسؤولة، تبعا للتفرقة في هذا الباب، لجمع المعلومات في قانون العقوبات، لجمع الأدلة وإلقاء القبض على المجرمين».

## مبدأ العمل
الشرطة القضائية تمارس تحت إشراف المدعي العام، من قبل الضباط والأعوان.

## شخصية وكفائة
الشرطة القضائية وتمارس من قبل الدرك الوطني، الشرطة الوطنية، الجمارك، الشرطة الولاية، ولكن أيضا من قبل بعض الأفراد الموظفين الذين لديهم مهارة خاصة. مثال على ذلك: بعض وكلاء للجمعية الوطنية للسكك الحديدية الفرنسية (SNCF) و la régie المستقلة عن النقل الباريسي (RATP)، مفتشو العمل، مفتشو البيئة، ضباط الإدارة الضريبية، حراس الأمن الخاص، رؤساء البلديات ونوابهم، الخ.
قائمة الوكلاء وامتيازاتهم سُنت في كل مادة من قانون الإجراءات الجنائية المتعلقة بنوعية ذات الصلة، في الواقع، تم تقسيم الموظفين بين ضباط الشرطة القضائية (OPJ) تحكمها المادة 16، أعوان الشرطة القضائية (APJ) تحكمها المادة 20، ضباط الشرطة القضائية مساعدين (APJA) تحكمها المادة 21، و ضباظ الجمارك القضائي (ODJ) تحكمها المادة 28-1.
حتى عام 1995، المحافظ له صلاحيات الشرطة القضائية. هذه السلطة ألغيت بموجب القانون الصادر في 4 يونيو 1993.
ظباط الشرطة القضائية والجمارك القضائية، لممارسة السلطات المترتبة على صفاتهم، يتم تعيين وظيفة للعمليات ويجب أن تكون لديهم تصريح من النائب العام للولاية القضائية التي يمارسونها.
ضباط الشرطة القضائية لديها الاختصاص العام للشرطة القضائية وتختلف عن (APJ) و (APJA)- التفرد بتدابير الأكثر أهمية مثل الوضع الحجز تحث التحقيق، البحث أو المداهمات. ضباظ الجمارك القضائية تتميز باختصاصه النظر وتنفيذ نفس السلطة (OPJ).
اختصاص ضباظ وأعون الشرطة القضائية مسجل في إقليم معين محدود، ومع ذلك، قد تكون لديهم استثناءات في حالات معينة.